# Mormyrus felixi
Mormyrus felixi är en fiskart som beskrevs av Pellegrin, 1939. Mormyrus felixi ingår i släktet Mormyrus och familjen Mormyridae. IUCN kategoriserar arten globalt som otillräckligt studerad. Inga underarter finns listade i Catalogue of Life.